# Букрин, Андрей Николаевич
Андре́й Никола́евич Букрин (2 декабря 1902, Ольховка, Пермская губерния — неизвестно) — советский государственный деятель, председатель Челябинского горисполкома (1939—1941, участник Великой Отечественной войны, майор.

## Биография
Андрей Николаевич Букрин родился 2 декабря 1902 года в селе Ольховка Ольховской волости Шадринского уезда Пермской губернии, ныне село входит в Шадринский муниципальный округ Курганской области. Русский.
Окончил 5-летний курс Ольховского 2-х классного училища.
Трудовую деятельность начал 15 апреля 1915 года счетоводом в Ольховском сельскохозяйственном кредитном товариществе, где проработал до 3 декабря 1920 года.
11 ноября 1919 года вступил в РКП(б), в 1925 году партия переименована в ВКП(б), в 1952 году — в КПСС.
17 июня 1920 года по комсомольской мобилизации был призван в Рабоче-крестьянскую Красную армию.
С 1 декабря 1921 года служил делопроизводителем в Ольховском волостном комитете РКП(б); затем находился на партийной и советской работу на территорию современных Курганской и Свердловской областей.
С 1933 по 1939 годы был председателем Саткинского, Ялано-Катайского, Октябрьского и Шумихинского райисполкомов Челябинской области.
В 1939 году избран председателем Челябгорисполкома.
В июле 1941 года добровольно ушёл на фронт.
Окончил высшие курсы политсостава Красной Армии, во время войны был заместителем начальника политотдела 101-й истребительной авиационной дивизии ПВО, с июля 1943 года — секретарём партийной комиссии 9-го истребительного авиационного корпуса ПВО. Майор.
Демобилизован 20 сентября 1945 года. После войны работал заведующим хозяйственным отделом Челябинского облисполкома СССР, заместителем представителя Совета по делам колхозов по Челябинской области.
С января 1951 года по февраль 1960 года являлся заведующим оргинструкторским отделом Челябинского облисполкома.
Дальнейшая судьба неизвестна.

## Награды
- Орден Отечественной войны I степени, 29 июня 1945 года[2]
- Орден Красной Звезды, 7 февраля 1944 года[3]
- медали.